# Порт-Луи
Порт-Луи́ (фр. Port-Louis; произносится как Пор-Луи [pɔʁlwi]) — крупнейший город, основной порт и столица Маврикия. Расположен на берегу Индийского океана. Важный перегрузочный порт на линиях океанских перевозок, крупный банковский и офшорный финансовый центр Африки.

## Этимология
Город получил название «Порт-Луи» в честь царствовавшего в то время короля Франции Людовика XV.

## География и климат

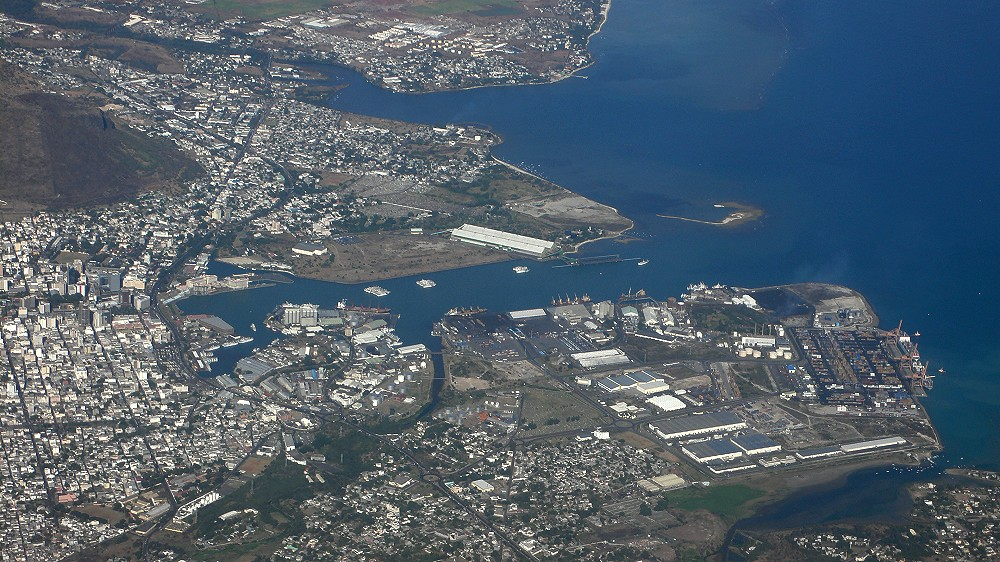
Аэрофотография Порт-Луи, 2006 год

Расположен на северо-западе острова Маврикий, на побережье Индийского океана. Город выходит к глубокой, хорошо защищённой бухте, в которую корабли входят через разрыв в коралловом рифе. Со стороны суши Порт-Луи полукольцом окружают отроги гор Мока-Порт-Луи.
Порт-Луи — главный морской порт Маврикия, через который осуществляется 99 % внешнеторгового оборота страны, и её важнейший автодорожный узел. В 50 км юго-восточнее города расположен международный аэропорт имени сэра Сивусагура Рамгулама.
Как и весь Маврикий, Порт-Луи имеет тропический муссонный климат. Сезон дождей — с декабря по апрель. В городе в течение года наблюдается значительный перепад температур: при средних значениях, колеблющихся с июня по октябрь в диапазоне 19—20 °C, в дождливый период столбик термометра поднимается выше 30 °C.
| Показатель                                  | Янв. | Фев. | Март | Апр. | Май  | Июнь | Июль | Авг. | Сен. | Окт. | Нояб. | Дек. | Год  |
| ------------------------------------------- | ---- | ---- | ---- | ---- | ---- | ---- | ---- | ---- | ---- | ---- | ----- | ---- | ---- |
| Абсолютный максимум, °C                     | 35   | 33   | 32   | 31   | 29   | 28   | 27   | 27   | 28   | 31   | 33    | 35   | 35   |
| Средний суточный максимум, °C               | 31,5 | 31,4 | 31,5 | 30,7 | 29,3 | 27,6 | 26,7 | 26,8 | 27,7 | 28,8 | 30,2  | 31,1 | 29,4 |
| Средний суточный минимум, °C                | 24,1 | 24,0 | 23,8 | 23,0 | 21,5 | 19,9 | 19,3 | 19,1 | 19,4 | 20,4 | 21,8  | 23,2 | 21,6 |
| Абсолютный минимум, °C                      | 17   | 18   | 17   | 14   | 13   | 11   | 11   | 10   | 11   | 13   | 14    | 17   | 10   |
| Норма осадков, мм                           | 131  | 160  | 83   | 87   | 48   | 24   | 18   | 19   | 17   | 15   | 24    | 85   | 711  |
| Источник: World Weather Information Service |      |      |      |      |      |      |      |      |      |      |       |      |      |

## История
Порт на месте современного Порт-Луи был основан голландскими мореплавателями не позднее 1638 года, когда на острове Маврикий возникла небольшая голландская колония. В это время он носил название Нордт-Вестер-Хавен (с нидерл. — «Северо-Западный Порт»). В 1722 году остров перешёл под контроль Французской Ост-Индской компании, и с 1735 года Нордт-Вестер-Хавен, переименованный в Порт-Луи, стал административным центром колонии и главным портом для французских судов на пути из Европы в Азию вокруг мыса Доброй Надежды. В этом порту французские моряки пополняли припасы, там также строились новые суда.
В ходе Наполеоновских войн Маврикий был аннексирован британцами, считавшими его стратегически важным для контроля над Индийским океаном. С 1814 года Порт-Луи — столица британской колонии Маврикий. После отмены рабовладения в Великобритании в 1833 году была налажена доставка на плантации сахарного тростника на Маврикии наёмных рабочих из Индии. В XIX веке город нёс ущерб от эпидемий — эпидемия холеры в 1819 году унесла около 700 жизней, эпидемия малярии в 1866 году — 3700, а в 1899 году Порт-Луи поразила чума. Тропический циклон 1892 года разрушил 3000 домов. После завершения строительства Суэцкого канала в 1869 году Маврикий, а с ним и Порт-Луи, остались в стороне от новых маршрутов морских перевозок.
Статус города получил в 1966 году от королевы Елизаветы II. С 1968 года — столица суверенного Маврикия. Толчок новому развитию Порт-Луи дало закрытие Суэцкого канала в 1967—1975 годах, и в конце 1970-х годов порт прошёл модернизацию. С 1971 года вокруг Порт-Луи существует особая экспортная зона, и к концу XX века он превратился в один из ведущих портовых и финансовых центров Африки.

## Население
Общее население города на 2014 год составляло около 155 тысяч человек, в границах городской агломерации — около 670 тысяч. 3/4 населения Порт-Луи — индийского происхождения. Среди этнических меньшинств другие выходцы из Евразии (прежде всего из Китая) и африканцы, а также маврикийские креолы — потомки выходцев с разных континентов. Официальным государственным языком является английский, однако французский язык изучается в школах и используется в повседневной жизни. Около половины верующих в городе исповедуют индуизм, четверть — католическую веру и 17 % — ислам.

## Экономика

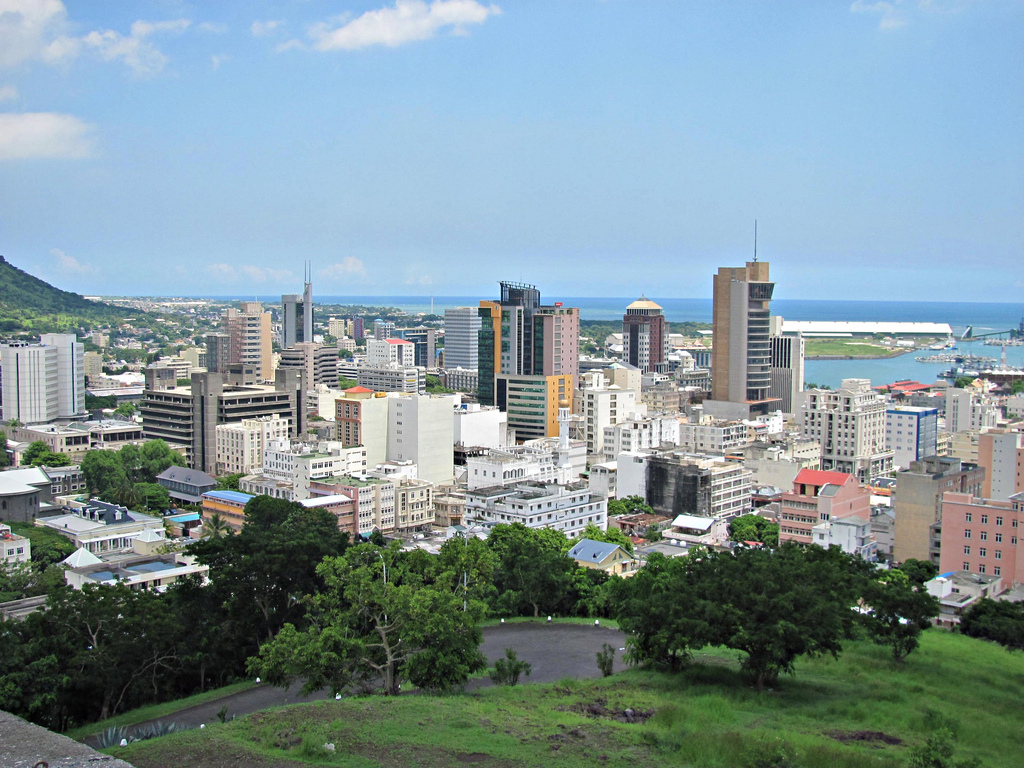
Городской центр

В прошлом основу экономики Маврикия составляла сахарная промышленность, основная масса продукции которой шла на экспорт, но в дальнейшем она подверглась диверсификации. Порт-Луи — крупнейший экономический центр Маврикия, играющий важную роль и на общеафриканском уровне как центр банковской активности и офшорного бизнеса. В городе расположены Фондовая биржа Маврикия, головные офисы государственного Банка Маврикия и ряда коммерческих банков, филиалы международных банков, страховых компаний и других финансовых организаций. Порт-Луи — важный перегрузочный узел трансконтинентальных морских перевозок: грузооборот порта, обеспечивавший 2 % ВВП страны, составлял в 2013 году 7 млн т в год. Важную роль в экономике города играет международный, в том числе круизный туризм.
В городе действуют предприятия лёгкой и пищевой промышленности: выпускаются текстильные и швейные изделия из импортного материала, консервы рыбные (тунец) и овощные, фруктовые соки, растительное масло, алкогольные напитки, в том числе ром. Выпускаются также металлоизделия, продукты химической промышленности, включая удобрения, и оборудование для сахарной, кожевенной и швейной промышленности. При порте действуют судоремонтный и судостроительный комплексы.

## Общественный транспорт
Порт-Луи соединяют с другими населёнными пунктами острова автобусные маршруты. Раньше на Маврикии была железная дорога, но после получения независимости она была заброшена и по сей день не эксплуатируется. Только в 2017 году было принято решение переделать часть инфраструктуры заброшенной железной дороги под метро, и было объявлено, что будет начато строительство первой линии Порт-Луи – Кьюрпайп.

## Культура
Порт-Луи является культурным и образовательным центром Маврикия. В городе действуют Технологический университет Маврикия (основан в 2000 году) и Исследовательский центр маврикийской флоры и фауны (основан в 1880 году как Маврикийский институт), Национальная и городская библиотеки (основаны соответственно в 2000 и 1851 годах). Музеи: Порт-Луи, естественной истории (оба основаны в 1880 году), почтовый, Голубого Маврикия (история и искусство Маврикия). Южнее Порт-Луи, в Редюи (округ Мока), находятся Университета Маврикия (основан в 1965 году) и Научно-исследовательский институт сахарной промышленности (1953).

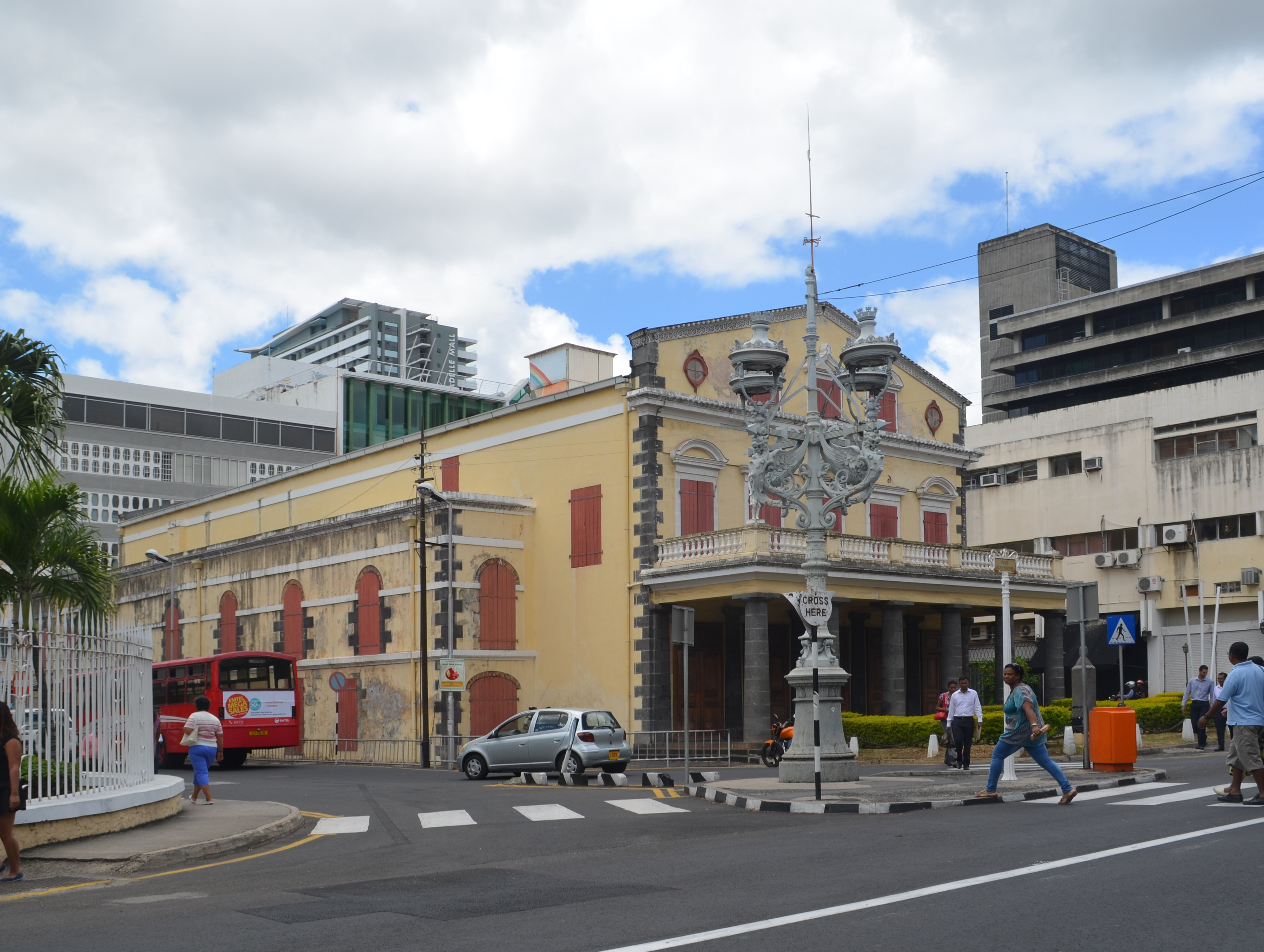
Театр Порт-Луи

В Порт-Луи расположен объект Всемирного наследия ЮНЕСКО — Ааправаси-Гхат, иммиграционный центр, действовавший с 1849 по 1923 год, где британские власти впервые применили современную систему трудовой миграции. Важная туристическая достопримечательность — старая цитадель, построенная в 1838 году на холме вблизи городского центра. В центре города сохранились жилые дома XVIII века. Дом правительства (бывшая резиденция губернаторов Маврикия) построен в начале 1730-х годов и перестраивался в 1738 и 1809 годах, здание городского театра сооружено в 1820—1822 годах. Здание парламента (1966, архитектор Э. М. Фрай) построено в стиле брутализма. Другие архитектурные и скульптурные достопримечательности включают мечеть Джамма (1850—1878), англиканский собор Св. Иакова, памятники государственным деятелям Б. Ф. де Лабурдонне и У. Ньютону. Вблизи от города находятся Ботанический сад имени сэра Сивусагура Рамгулама и культурный центр Домен-ле-Пай, где сохранены традиционные технологии производства рома.
Спортивные сооружения включают ипподром постройки 1812 года, один из старейших сохранившихся в мире, и стадион «Сен-Франсуа-Ксавье» (5 тысяч зрительских мест, домашний стадион многократных чемпионов Маврикия по футболу «Порт-Луи 2000»).

## Города-побратимы
- Ахмадабад, Индия
- Квебек, Канада
- Сен-Мало, Франция